# Apamea occidens
Apamea occidens là một loài bướm đêm thuộc họ Noctuidae. Nó được tìm thấy ở California tới Colorado, phía bắc đến British Columbia và Alberta.
Sải cánh dài 41–46 mm. Con trưởng thành bay từ tháng 6 đến tháng 8 tùy theo địa điểm.
Ấu trùng ăn nhiều loại cỏ.